# Cyperus marojejyensis
Cyperus marojejyensis är en halvgräsart som beskrevs av Jean Marie Bosser. Cyperus marojejyensis ingår i släktet papyrusar, och familjen halvgräs.
Artens utbredningsområde är Madagaskar. Inga underarter finns listade i Catalogue of Life.